# 萩原町 (生駒市)
萩原町（はぎはらちょう）は、奈良県生駒市の町名。郵便番号は630-0234。

## 地理
生駒市の南部にあり、北に有里町、青山台、西に藤尾町、南に小平尾町、東に小瀬町と接する。
生駒山から伸びる尾根先・輿山の南に位置する。

### 河川
- 神田川 - 竜田川支流。

### 湖沼
- 萩原西池[6]（西池[6][7]、萩原池[7]）

## 歴史
古くは有里と一つの集落だったが、早くに分離して萩原になったとされる。
輿山の西の尾根周辺には中世の土豪・萩原氏の砦があり、室町末期には生駒谷の土豪たちを押さえ勢力を盛んにしていた。
江戸時代に入り、萩原村の領主ははじめ幕府、元和元年（1615年）から郡山藩、延宝7年（1679年）から旗本松平氏へと変わる。
明治22年（1889年）に南生駒村が成立すると、村役場は萩原に置かれた。
その後も大きな開発は進まなかったが、昭和50年（1975年）頃から宅地化が急速に進み、輿山丘陵に青山台が開発されることとなった。

### 沿革
- 1889年（明治22年） - 藤尾村・西畑村・鬼取村・小倉寺村・大門村・有里村・壱部村・小瀬村・乙田村・小平尾村と合併して南生駒村が発足[13]。南生駒村大字萩原となる[10]。
- 1955年（昭和30年） - 生駒町の大字となる[10]。
- 1971年（昭和46年） - 生駒市萩原町となる[10]。
- 1975年（昭和50年） - 青山台が分離[10]。

## 世帯数と人口
2020年（令和2年）10月1日現在の世帯数と人口は以下の通りである。
| 町丁   | 世帯数  | 人口    |
| ------ | ------- | ------- |
| 萩原町 | 496世帯 | 1,258人 |

### 人口の変遷
国勢調査による人口の推移。
| 1995年（平成7年）  | 1,006人 | [ 14 ] |  |
| 2000年（平成12年） | 1,238人 | [ 15 ] |  |
| 2005年（平成17年） | 1,271人 | [ 16 ] |  |
| 2010年（平成22年） | 1,349人 | [ 17 ] |  |
| 2015年（平成27年） | 1,278人 | [ 18 ] |  |

### 世帯数の変遷
国勢調査による世帯数の推移。
| 1995年（平成7年）  | 290世帯 | [ 14 ] |  |
| 2000年（平成12年） | 381世帯 | [ 15 ] |  |
| 2005年（平成17年） | 401世帯 | [ 16 ] |  |
| 2010年（平成22年） | 443世帯 | [ 17 ] |  |
| 2015年（平成27年） | 445世帯 | [ 18 ] |  |

## 事業所
2016年（平成28年）現在の経済センサス調査による事業所数と従業員数は以下の通りである。
| 町丁   | 事業所数 | 従業員数 |
| ------ | -------- | -------- |
| 萩原町 | 16事業所 | 35人     |

## 交通

### 道路
- 国道308号（暗越奈良街道）

## 施設
- 生駒市立生駒南小学校
- 生駒市立生駒南中学校
- むかいやま公園スポーツ施設
- 応願寺

## 史跡
- 萩原遺跡 - 萩原町一帯に広がる遺跡[20]。弥生時代や奈良時代などの遺構が見つかっている[20]。